# La Haba
La Haba è un comune spagnolo di 1 449 abitanti situato nella comunità autonoma dell'Estremadura.